# خلیج ماپوتو

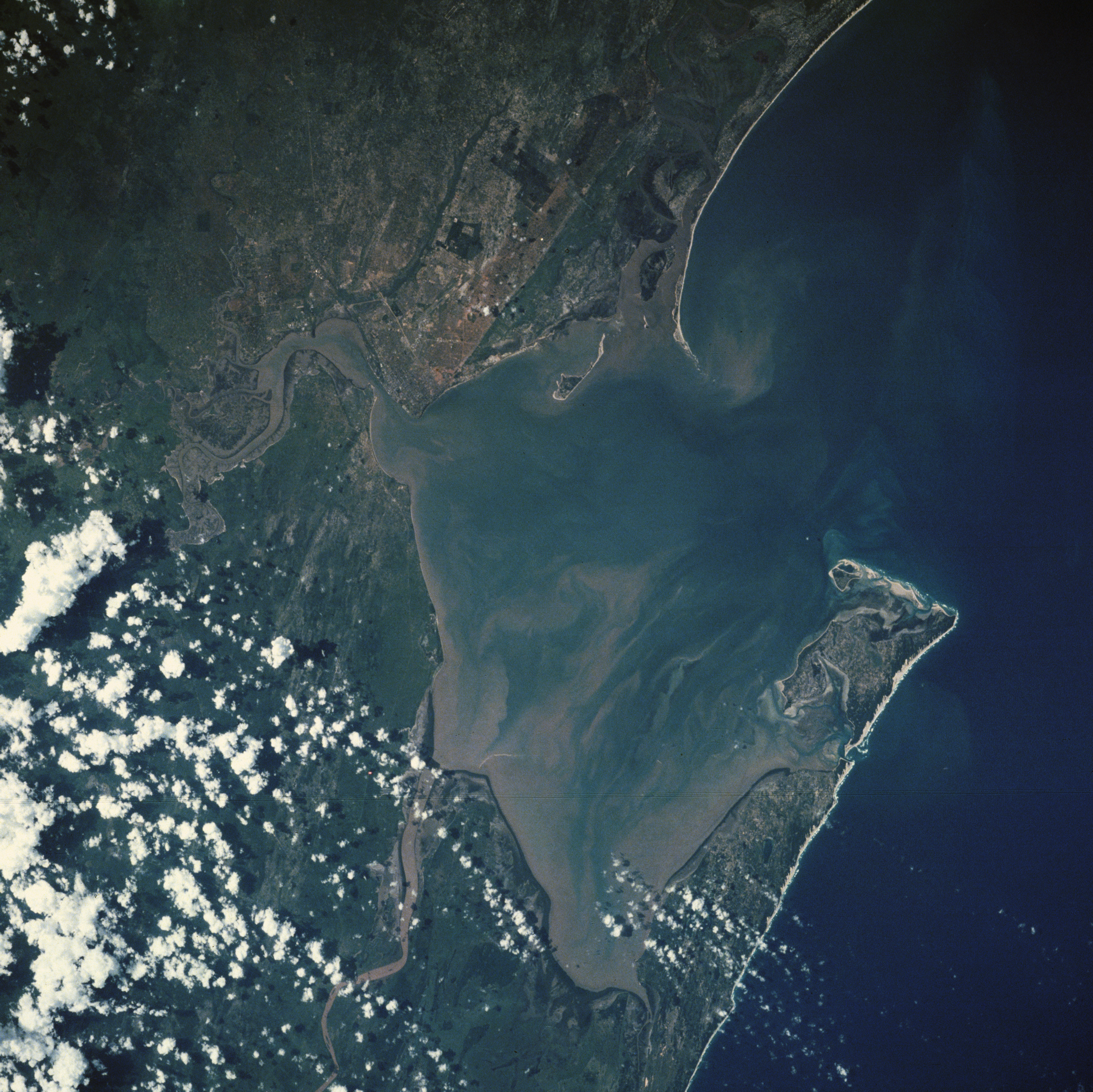
تصویر هوائی از خلیج ماپوتو سال ۱۹۹۰ میلادی.

خلیج ماپوتو (نام قدیم: خلیج دلاگوا (به پرتغالی: Baía da Lagoa)) ورودی به اقیانوس هند در سواحل موزامبیک است. خلیج ماپوتو بین ۲۵ ° ۴۰ 'و ۲۶ ° ۲۰' س جنوبی با طول شمال به جنوب بیش از ۹۰ کیلومتر و عرض ۳۲ کیلومتر می‌باشد.
1. ↑  "Delagoa Bay | Portuguese, Indian Ocean, Trade | Britannica". www.britannica.com (به انگلیسی). Retrieved 2025-04-20.